# Guoutejaure (Sorsele socken, Lappland)
Guoutejaure är en sjö i Sorsele kommun i Lappland och ingår i Umeälvens huvudavrinningsområde. Sjön har en area på 0,104 kvadratkilometer och ligger 1 074,2 meter över havet. Guoutejaure ligger i Vindelfjällen Natura 2000-område.

## Delavrinningsområde
Guoutejaure ingår i det delavrinningsområde (733151-148726) som SMHI kallar för Ovan Laivajukke. Medelhöjden är 1 070 meter över havet och ytan är 69,77 kvadratkilometer. Det finns inga avrinningsområden uppströms utan avrinningsområdet är högsta punkten. Skidbäcken som avvattnar avrinningsområdet har biflödesordning 3, vilket innebär att vattnet flödar genom totalt 3 vattendrag innan det når havet efter 423 kilometer. Avrinningsområdet består mestadels av kalfjäll (89 procent). Avrinningsområdet har 0,32 kvadratkilometer vattenytor vilket ger det en sjöprocent på 0,5 procent. Delavrinningsområdet täcks till 0,55 procent av glaciärer, med en yta av 0,385 kvadratkilometer.